# 博莱维克
博莱维克（德語：Bollewick）是德国梅克伦堡-前波美拉尼亚州的市镇，隶属于梅克伦堡湖区县。总面积为26.71平方千米，截至2023年12月31日总人口为651人。